# جدجد شخصي
جدجد شخصي (الاسم العلمي: Gryllus personatus) هو نوع من الحشرات يتبع جنس الجدجد من فصيلة الجداجد الحقيقية.